# Saint-Cyr-de-Valorges
Saint-Cyr-de-Valorges este o comună în departamentul Loire din sud-estul Franței. În 2009 avea o populație de 354 de locuitori.

## Evoluția populației
| An        | 1975 | 1982 | 1990 | 1999 | 2006 | 2009 |
| --------- | ---- | ---- | ---- | ---- | ---- | ---- |
| Populație | 358  | 313  | 277  | 274  | 334  | 354  |